# Аппен, Карл фон
Карл фон Аппен (нем. Karl von Appen; 12 мая 1900[…], Дюссельдорф, Пруссия — 22 августа 1981, Восточный Берлин) — немецкий театральный художник.

## Биография
Карл фон Аппен родился в Дюссельдорфе в семье художников. С 1918 года изучал сценографию при Городском театре во Франкфурте-на-Майне; в 1920—1924 годах там же учился в Школе прикладного искусства. В 1921—1926 годах в качестве художника-декоратора работал в Городском театре и во Франкфуртской опере,
В 1926 году Аппен поселился в Берлине, где до 1929 года жил в качестве свободного художника; в дальнейшем как живописец и график, а также художник-декоратор работал в Дрездене, Дортмунде, Вюрцбурге, одновременно продолжая учёбу. В 1932 году Аппен вступил в КПГ и после прихода нацистов к власти в 1933 году потерял работу. Участвовал в подпольной борьбе КПГ, в 1941 году был арестован, осуждён и помещён в лагерь в Нидерродене.
В 1945 году Аппен был освобождён из лагеря и с октября того года работал в Дрездене; в 1947 году основал при городской Высшей школе изобразительных искусств отделение сценографии, которое возглавлял на протяжении ряда лет.
В 1953 году началось сотрудничество Аппена с основанным Бертольтом Брехтом театром «Берлинер ансамбль»; в 1954 году он переселился в Берлин и стал главным художником театра. Этот пост Аппен занимал до 1981 года, одновременно оформляя спектакли и в других театрах ГДР, а также в мюнхенском «Каммершпиле» и Национальном театре Лондона.
Карл фон Аппен был женат на актрисе Мане Беренс. Похоронен в Дрездене на лесном кладбище Вайсер Хирш.

## Сценографические работы
Берлинер ансамбль
- 1953 — «Катцграбен» Э. Штриттматтера. Постановка Б. Брехта
- 1953 — «Зимняя битва» И. Р. Бехера. Постановка Б. Брехта
- 1954 — «Кавказский меловой круг» Б. Брехта. Постановка Б. Брехта
- 1955 — «Воспитанница» А. Н. Островского. Постановка Ангелики Хурвиц (художественный руководитель постановки Б. Брехт)
- 1955 — «Литавры и трубы», по пьесе Дж. Фаркера «Офицер — вербовщик рекрутов», обработка Б. Брехта. Постановка Бенно Бессона
- 1956 — «Удалой молодец — герой Запада» Д. М. Синга. Постановка П. Палича и М. Векверта
- 1957 — «Добрый человек из Сычуани» Б. Брехта. Постановка Бенно Бессона
- 1957 — «Страх и отчаяние в Третьей империи» Б. Брехта. Постановка Карла М. Вебера, Лотар Беллага, Конрада Свинарского, Петера Палича и Кете Рюлике
- 1959 — «Карьера Артуро Уи» Б. Брехта. Постановка П. Палича и М. Векверта
- 1960 — «Трёхгрошовая опера» Б. Брехта и К. Вайля. Постановка Эриха Энгеля
- 1962 — «Дни Коммуны» Б. Брехта. Постановка М. Векверта и Й. Теншерта
- 1964 — «Кориолан» У. Шекспира, в обработке Б. Брехта. Постановка М. Векверта и Й. Теншерта
- 1965 — «Махагони» Б. Брехта
- 1968 — «Святая Иоанна скотобоен» Б. Брехта. Постановка М. Векверта и Й. Теншерта
- 1973 — «Турандот, или Конгресс обелителей» Б. Брехта
- 1976 — «Незначительный» И. Нестроя.

Другие театры
- 1971 — Der Hauptmann von Köpenick von Carl Zuckmayer — Олд Вик
- 1980 — «Смерть Сенеки» Петера Хакса. Постановка Кокса Хаббема — Немецкий театр

## Награды
- Национальная премия ГДР — 1956, 1959[5]
- Орден Карла Маркса (1975)[5]